# ستيف روجرز (عالم مارفل السينمائي)
ستيفن غرانت روجرز هو بطل خارق يجسده في المقام الأول كريس إيفانز في سلسلة عالم مارفل السينمائي (MCU) - استنادًا إلى شخصية مارفل كومكس التي تحمل نفس الاسم - والمعروف باسمه المستعار ، كابتن أمريكا . تم تصوير روجرز على أنه جندي خارق من عصر الحرب العالمية الثانية ، والذي حصل على مصل منحه قدرات خارقة ، بما في ذلك زيادة القدرة على التحمل والقوة واللياقة البدنية. أثناء قتاله ضد منظمة هيدرا النازية السرية، تم تجميده في القطب الشمالي لمدة سبعين عامًا تقريبًا حتى تم إحياؤه في القرن الحادي والعشرين.
يصبح روجرز أحد الأعضاء المؤسسين وقائد المنتقمون . بعد صراع داخلي داخل فريق المنتقمون بسبب اتفاقيات سوكوفيا وبدء ثانوس للومضة ، يقود روجرز الفريق في مهمة أخيرة، وينجحون في استعادة تريليونات الأرواح عبر الكون وهزيمة ثانوس. بعد إعادة أحجار اللانهاية إلى خطوطها الزمنية الأصلية، يبقى في الأربعينيات مع حبه المفقود، بيغي كارتر ؛ تزوجا، وعاش روجرز حياةً هانئة. اختار روجرز سام ويلسون ليكون خليفته، ونقل درعه ولقب كابتن أمريكا إليه.
روجرز هو شخصية محورية في عالم مارفل السينمائي، حيث ظهر في ثمانية أفلام اعتبارًا من 2024 
. عندما تم تقديمه لأول مرة في فيلم كابتن أمريكا: المنتقم الأول (2011)، تلقت الشخصية استقبالًا متباينًا،  ولكنها أصبحت تدريجيًا مفضلة لدى المعجبين. حظي تصوير كريس إيفانز لشخصية ستيف روجرز بإشادة كبيرة، وغالبًا ما يُستشهد بالشخصية، إلى جانب شخصية توني ستارك التي جسدها روبرت داوني جونيور ، باعتبارها عززت نجاح عالم مارفل السينمائي. تعتبر قصته واحدة من أفضل القصص في عالم مارفل السينمائي،  ويشار إلى أفلام كابتن أمريكا ضمن " ملحمة اللانهاية " عادةً بأنها أفضل ثلاثية في السلسلة.
تظهر أيضًا نسخ بديلة من روجرز من داخل عالم MCU المتعدد في فيلم المنتقمون: نهاية اللعبة (2019) وفي مسلسل الرسوم المتحركة ماذا لو...؟ (2021–2023)، بصوت جوش كيتون . تتضمن هذه الإصدارات تجسيدًا لروجرز، الذي بدلاً من تلقي المصل، يرتدي بدلة ميكانيكية من الدروع ويصبح هيدرا ستومبر .

## المفهوم والإبداع
تم تصور شخصية كابتن أمريكا لأول مرة كشخصية في كتاب هزلي في عام 1940،  كرد فعل مباشر على الإجراءات العسكرية لألمانيا النازية ، قبل دخول الولايات المتحدة الحرب العالمية الثانية.  كان التقديم الأولي للشخصية يتضمن مفاهيم جندي يدعى ستيف روجرز يُعطى مصلًا يمنحه قوة ورشاقة محسنة، ويرتدي زيًا وطنيًا أحمر وأبيض وأزرق، ويحمل درعًا ، ويكون لديه مساعد، وهو المراهق باكي بارنز . في الستينيات، قررت مارفل اختبار إعادة الشخصية كجزء من المنتقمون، على أساس أن الشخصية كانت مجمدة لمدة عقدين من الزمن منذ الحرب، وكانت "مسكونة بذكريات الماضي، وتحاول التكيف مع مجتمع الستينيات".  بدأت العروض الحية للشخصية في المسلسلات التلفزيونية والسينمائية في غضون بضع سنوات بعد إنشائها، مع فيلم روائي طويل عام 1990 أدى إلى فشل نقدي ومالي.
في منتصف العقد الأول من القرن الحادي والعشرين، أدرك كيفن فيج أن شركة مارفل لا تزال تمتلك حقوق الأعضاء الأساسيين في فريق المنتقمون ، والذي كان من بينهم كابتن أمريكا. كان فيج، الذي يسمي نفسه "معجبًا متعصبًا"، يتصور إنشاء عالم مشترك تمامًا كما فعل المبدعان ستان لي وجاك كيربي مع كتبهما المصورة في أوائل الستينيات.  في عام 2005، حصلت مارفل على  استثمار بقيمة 525 مليون دولار من شركة ميريل لينش ، مما سمح لهم بإنتاج عشرة أفلام بشكل مستقل، بما في ذلك فيلم كابتن أميركا. وافقت شركة باراماونت بيكتشرز على توزيع الفيلم.
في الأصل، كان من المقرر أن يُعرض الفيلم بمفرده؛ حيث قال فيج إن "نصف" أحداث الفيلم تقريبًا ستدور خلال الحرب العالمية الثانية قبل الانتقال إلى العصر الحديث.  قال المنتج آفي آراد : "أكبر فرصة مع كابتن أمريكا هي أن أكون رجلاً "خارج الزمن"، يعود اليوم، ينظر إلى عالمنا من خلال عيون شخص اعتقد أن العالم المثالي هو الولايات المتحدة الصغيرة. ستون عامًا مضت، ومن نحن اليوم؟ هل نحن أفضل؟" وأشار إلى ثلاثية "العودة إلى المستقبل" كأثرٍ عليه، وزعم أنه كان يفكر في "شخصٍ ما ليكون النجم، وبالتأكيد في شخصٍ ما ليكون المخرج".  في فبراير 2006، كان آراد يأمل في أن يكون له تاريخ إصدار مسرحي في صيف 2008.  في أبريل 2006، تم تعيين ديفيد سيلف لكتابة السيناريو.  التقى جو جونستون مع مارفل لمناقشة إخراج الفيلم ووقع على العقد في نوفمبر 2008،  وقام بتعيين كريستوفر ماركوس وستيفن ماكفيلي لإعادة الكتابة.
ذكرت مجلة فارايتي في مارس 2010 أن كريس إيفانز قد تم اختياره لدور كابتن أمريكا؛  كما تم النظر في ريان فيليب وجون كراسينسكي للدور أيضًا.  إيفانز، الذي عمل سابقًا مع مارفل بدور الشعلة البشرية في سلسلة أفلام الأربعة المذهلون ، رفض الدور في البداية ثلاث مرات قبل توقيع عقد مكون من ستة أفلام مع مارفل،  قائلًا، "أعتقد أن مارفل تقوم بالكثير من الأشياء الجيدة الآن، وهي شخصية ممتعة. أعتقد أن قصة ستيف روجرز رائعة. إنه رجل رائع. حتى لو كان مجرد سيناريو عن أي شخص، فربما كنت أرغب في كتابته. لذا لم يكن الأمر يتعلق بالضرورة بالقصص المصورة نفسها."  في أبريل، ورد أن جوس ويدن سيعيد كتابة السيناريو كجزء من مفاوضاته لكتابة وإخراج فيلم المنتقمون . قال ويدن في أغسطس: "لقد تمكنتُ من بناء بعض الروابط بين الشخصيات. كان هيكل العمل متماسكًا للغاية، وقد أحببته، ولكن كانت هناك فرصتان لاكتشاف صوته قليلًا - وصوت بعض الشخصيات الأخرى - وبناء الروابط بحيث أفهم تمامًا سبب رغبته في أن يكون ما أراده. ثم تقدمتُ في كتابة السيناريو لتوضيحه قليلًا".

## سيرة الشخصية الخيالية

### الأصل
وُلِد ستيف روجرز في 4 يوليو 1918، في بروكلين، نيويورك ، لوالديه جوزيف وسارة روجرز. كان والده، عضوًا في فوج المشاة 107 ، قُتل بغاز الخردل أثناء الحرب العالمية الأولى . وربته والدته، الممرضة، التي توفيت بمرض السل ، تاركة روجرز وحيدًا في سن الثامنة عشرة. يبلغ طوله 5 أقدام و4 بوصات (1.63 مترًا) فقط ويزن 90 رطلاً (41 كجم) فقط، وكان روجرز يعاني أيضًا من عدد من المشكلات الطبية بما في ذلك ربو، جنف، اضطراب النظم، صمم جزئي، قرحة هضمية، وفقر الدم الخبيث. 

### أصبح كابتن أمريكا وحارب الهيدرا
في بداية الحرب العالمية الثانية ، حاول روجرز الانضمام إلى القوات المسلحة الأمريكية، لكن تم رفضه مرارًا وتكرارًا بسبب مشاكله الصحية العديدة. في عام 1942، أثناء حضوره معرض ستارك مع صديقه المقرب جيمس بارنز ، حاول روجرز مرة أخرى التجنيد. يستمع الدكتور أبراهام إرسكين إلى روجرز وهو يتحدث مع بارنز ويوافق على تجنيده بسبب جهوده المستمرة لخدمة بلاده على الرغم من إعاقته الجسدية. تم تجنيده في الاحتياطي العلمي الاستراتيجي (SSR) كجزء من تجربة الجندي الخارق تحت قيادة إرسكين، والعقيد في الجيش الأمريكي تشيستر فيليبس ، وعميلة جهاز الاستخبارات (M16) البريطانية بيغي كارتر . في الليلة السابقة للعلاج، يكشف إرسكين لروجرز أن الضابط النازي يوهان شميدت ، رئيس قسم العلوم المسمى هيدرا ، خضع لنسخة غير كاملة من الإجراء وعانى من آثار جانبية دائمة. ومع ذلك، وافق روجرز على العلاج وتم حقنه بمصل إرسكين وغمره بأشعة فيتا. بعد أن أصبح روجرز أطول وأكثر عضلية بشكل ملحوظ، يقوم قاتل متخفي بقتل إرسكين ثم يفر. يستخدم روجرز سرعته المذهلة وزيادة قوته لملاحقة القاتل والقبض عليه، والذي يكشف أنه عميل للهيدرا وينتحر باستخدام كبسولة سيانيد . مع وفاة إرسكين وفقدان الصيغة، يستغل السيناتور الأمريكي براندت الضجة الإعلامية حول تصرفات روجرز ويجعله يتجول في البلاد مرتديًا زيًا ملونًا يحمل لقب كابتن أمريكا للترويج لبيع سندات الحرب .
أثناء جولة في إيطاليا ، علم روجرز أن الوحدة 107 - وحدة بارنز - كانت مفقودة في معركة ضد قوات شميدت. يطلب روجرز من كارتر والمهندس هوارد ستارك أن يطيرا به خلف خطوط العدو للقيام بمحاولة إنقاذ منفردة. يتسلل روجرز إلى منشأة هيدرا، ويحرر بارنز و400 سجين آخر. يواجه روجرز شميدت، الذي يكشف عن نفسه بأنه " ريد سكول " ويهرب. على الرغم من عصيان الأوامر، تم مكافأة روجرز على أعماله البطولية وتمت ترقيته رسميًا إلى رتبة نقيب . يقوم بتجنيد بارنز وعدد من الجنود النخبة الآخرين، الذين كانوا من بين السجناء الذين أنقذهم، لتشكيل فريق يسمى هاولنغ كوماندوز لمهاجمة قواعد هيدرا الأخرى. يقوم ستارك بتزويد روجرز بمعدات متطورة، وأبرزها درع دائري مصنوع من الفيبرانيوم ، وهو معدن نادر وغير قابل للتدمير تقريبًا. على مدى العامين التاليين، ساعد روجرز وأفراد الكوماندوز الهاولنج في تحويل مجرى الحرب لصالح الحلفاء . يتمكن الفريق في النهاية من القبض على العالم البارز في الهيدرا الدكتور أرنيم زولا على متن قطار، لكن بارنز يسقط ميتًا أثناء المعركة. باستخدام المعلومات المستخرجة من زولا، يقود روجرز هجومًا على معقل الهيدرا الأخير لمنع شميدت من استخدام أسلحة الدمار الشامل على المدن الأمريكية الكبرى. يتسلل روجرز إلى قاعدة الهيدرا النهائية بمساعدة SSR، بما في ذلك كارتر التي تكشف عن مشاعرها الرومانسية المتبادلة تجاه روجرز ويتبادل الاثنان قبلة قبل أن يهرب شميدت في طائرة تحمل الأسلحة ويطارده روجرز. أثناء المواجهة، تم التعامل جسديًا مع مصدر أسلحة هيدرا المتقدمة، التيسيراكت ، بواسطة شميدت مما تسبب في اختفائه داخل ضوء ساطع. ضاعت التيسيراكت في المحيط ومع عدم وجود طريقة لهبوط الطائرة دون المخاطرة بتفجير القنابل، ودع روجرز كارتر على مضض عبر نظام الاتصالات الخاص بالطائرة وتحطمت الطائرة ونفسه في القطب الشمالي.

### التكيف مع العصر الحديث ومعركة نيويورك
في عام 2011، يستيقظ روجرز في غرفة مستشفى على الطراز الذي يعود إلى أربعينيات القرن العشرين. يستنتج من بث إذاعي قديم عن لعبة البيسبول أن هناك خطأ ما، فيهرب إلى الخارج ويجد نفسه في ساحة ميدان التايمز الحالية، حيث يخبره مدير شيلد نيك فيوري أنه ظل متجمدًا في حالة حيوية معلقة لمدة 70 عامًا تقريبًا.
يعلم روجرز أن معظم رفاقه في فترة الحرب العالمية الثانية قد ماتوا، ويواجه صعوبة في التكيف مع العالم الحديث. في عام 2012، اقترب منه فيوري، الذي قام بتنشيط " مبادرة المنتقمون "، بمهمة استعادة التيسيراكت المسروقة من لوكي . يوافق روجرز ويتم تقديمه إلى ناتاشا رومانوف وبروس بانر بواسطة فيل كولسون . في شتوتغارت ، خاض روجرز ولوكي مواجهة جسدية قصيرة حتى وصول توني ستارك ، مما أدى إلى استسلام لوكي. بينما يتم اصطحاب لوكي إلى شيلد على متن كوينجيت ، يصل شقيقه ثور ويحرره، على أمل إقناعه بالتخلي عن خطته. بعد المواجهة بين ثور وستارك وروجيرز، يوافق ثور على نقل لوكي إلى حاملة الطائرات الطائرة التابعة لشيلد، حاملة الطائرات المروحية .
انقسم المنتقمون، سواء حول كيفية التعامل مع لوكي أو الكشف عن أن شيلد تخطط لتسخير تيسيراكت لتطوير أسلحة مثل تلك التي كانت لدى هيدرا في الأربعينيات. يقوم عملاء يمتلكهم لوكي، بما في ذلك كلينت بارتون ، بمهاجمة حاملة الطائرات المروحية، مما يؤدي إلى تعطيل أحد محركاتها أثناء الطيران، والتي يعمل ستارك وروجرز معًا لإعادة تشغيلها. يهرب لوكي، ويدرك ستارك وروجر أن لوكي يحتاج إلى التغلب عليهم علنًا لإثبات نفسه كحاكم للأرض. يقوم روجرز بتجنيد بارتون للانضمام إلى المنتقمون بعد تحريره من سيطرة رومانوف على عقله. يستخدم لوكي تيسيراكت لفتح ثقب دودي في مدينة نيويورك فوق برج ستارك ، مما يسمح لجيش الفضائيين من شيتوري بغزو المدينة. ينجح روجرز في قيادة المنتقمون في الدفاع عن المدينة وهزيمة لوكي وأسره. بعد المعركة، ينسق روجرز عمليات البحث والإنقاذ للمدنيين المصابين. يعيد ثور لوكي إلى أسغارد لمواجهة العدالة لغزوه، ويسلك المنتقمون طرقًا منفصلة. روجرز، مع هدف جديد في العالم الحديث، ينطلق على دراجته النارية.
وبعد فترة من الوقت، سجل روجرز عددًا من الإعلانات الخدمية العامة لطلاب المدارس الثانوية، يشجعهم فيها على القيام بأشياء مثل الحفاظ على أنماط حياة صحية، وطاعة القواعد، وممارسة الصبر. 

### تفكيك الهيدرا ومحاربة جندي الشتاء
في عام 2014، عمل روجرز لصالح شيلد في واشنطن العاصمة تحت قيادة فيوري، بينما استمر في التكيف مع المجتمع المعاصر. يتم إرسال روجرز ورومانوف مع فريق مكافحة الإرهاب سترايك التابع لشيلد، بقيادة بروك روملو ، لتحرير الرهائن على متن سفينة إطلاق الأقمار الصناعية شيلد، نجمة ليموريا ، التي اختطفتها مجموعة إرهابية بقيادة جورج باتروك . نجح روجرز وسترايك في إنقاذ الرهائن، لكن باتروك نجح في الهروب عندما اكتشف روجرز أن رومانوف لديها أجندتها الخاصة: استخراج البيانات من أجهزة الكمبيوتر الموجودة على السفينة لفوري. يعود روجرز إلى تريسكيليون ، المقر الرئيسي لشيلد، لمواجهة فيوري ويتلقى إحاطة حول مشروع بصيرة: ثلاث حاملات طائرات هليكوبتر مرتبطة بأقمار تجسس مصممة للقضاء على التهديدات ضد أمريكا بشكل استباقي. ويعرب روجرز عن قلقه من أن المشروع من المرجح أن يؤدي إلى مقتل أشخاص أبرياء، مستشهداً بمشاكله الأخلاقية مع مثل هذا البرنامج. يزور كارتر المسنة التي تعبر عن ندمها لأن روجرز لم يحظى أبدًا بالحياة التي يستحقها.
بسبب عدم قدرته على فك تشفير البيانات التي استعادها رومانوف، بدأ فيوري يشك في البصيرة وطلب من المسؤول الكبير في شيلد ألكسندر بيرس تأجيل المشروع. فيوري، الذي تعرض لكمين من قبل المهاجمين بقيادة جندي الشتاء ، يهرب ويحذر روجرز من أن الدرع معرض للخطر. يتم إطلاق النار على فوري على يد جندي الشتاء، لكنه يسلم روجرز محرك أقراص محمول يحتوي على بيانات رومانوف. يستدعي بيرس روجرز إلى تريسكيليون، ويكشف عن أدلة على أن فيوري استأجر باتروك لاختطاف السفينة كغطاء لاستعادة البيانات، ولكن عندما يحجب روجرز معلومات فيوري، يصفه بيرس بالهارب . بعد أن طارده سترايك، تمكن روجرز من الهروب من القبض عليه ويلتقي برومانوف. باستخدام البيانات، يكتشفون مخبأ سريًا لشيلد أسفل معسكر لي، قاعدة التدريب العسكرية القديمة لروجرز في نيوجيرسي ، حيث يقومون بتنشيط حاسوب عملاق يحتوي على وعي أرنيم زولا المحفوظ. يكشف زولا أنه بعد تأسيس منظمة شيلد في أعقاب الحرب العالمية الثانية، عملت هيدرا سراً داخل صفوفها وخلق أزمة عالمية ستؤدي في النهاية إلى تضحية البشرية بالحرية من أجل الأمن. صاروخ شيلد يدمر المخبأ، ويدرك الثنائي أن بيرس هو زعيم هيدرا.
يستعين روجرز ورومانوف بمساعدة رجل الإنقاذ السابق في القوات الجوية الأمريكية سام ويلسون ، الذي أصبح صديقًا لروجرز في وقت سابق، ويحصلان على جناح "فالكون" المزود بالطاقة. استنتجوا أن عميل شيلد جاسبر سيتويل هو جاسوس هايدرا، وأجبروه على الكشف عن خطة هايدرا لاستخدام أسلحة موجهة بالأقمار الصناعية للقضاء على الأفراد الذين تم تحديدهم بواسطة خوارزمية باعتبارهم تهديدًا لهايدرا. يتعرضون لكمين من قبل جندي الشتاء، الذي يتعرف عليه روجرز باعتباره بارنز. تتمكن عميلة شيلد ماريا هيل من إخراج الثلاثي إلى مخبأ حيث ينتظرهم فيوري، الذي تظاهر بموته، مع خطط لتخريب حاملات الطائرات المروحية من خلال استبدال شرائح التحكم الخاصة بهم. بعد وصول أعضاء مجلس الأمن العالمي لحضور إطلاق حاملات الطائرات المروحية، يكشف روجرز عن مؤامرة هيدرا مما يتسبب في صراع داخلي داخل الدرع. يقتحم روجرز وويلسون حاملتي طائرات مروحية ويستبدلان رقائق التحكم، لكن جندي الشتاء يدمر بدلة ويلسون ويقاتل روجرز في الثالثة. يدافع روجرز عنه ويستبدل الشريحة الأخيرة، مما يسمح لهيل بتدمير السفن بعضها البعض. يرفض روجرز القتال ضد جندي الشتاء في محاولة للوصول إلى صديقه، ولكن عندما تصطدم السفينة مع تريسكيليون، يتم إلقاء روجرز في نهر بوتوماك . ينقذ بارنز روجرز فاقد الوعي ويغادر. تم حل منظمة شيلد رسميًا وبعد تعافي روجرز من إصاباته، يتعاون هو وويلسون معًا للعثور على بارنز.

### قيادة المنتقمون ومحاربة ألترون
في عام 2015، في دولة سوكوفيا في شرق أوروبا، يقود روجرز فريق المنتقمون ضد منشأة هيدرا لاستعادة صولجان لوكي . يتعرضون للهجوم من قبل التوأم واندا وبيترو ماكسيموف ، وهما اثنان من المتطوعين التجريبيين الخارقين. ينجح المنتقمون في الحصول على الصولجان ويقوم روجرز بالقبض على زعيم الهيدرا بارون ستروكر . عند العودة إلى برج المنتقمون، يستخدم ستارك وبانر الصولجان لإكمال برنامج الدفاع العالمي " ألترون " الخاص بستارك. بعد ذلك، يقيم المنتقمون حفلة احتفالية ويكشف ألترون عن نفسه ويهاجم الفريق في برج المنتقمون، قبل أن يهرب. في جوهانسبرغ ، يواجه المنتقمون ويقاتلون ألترون، واندا، وبييترو. يتم إخضاع روجرز من قبل واندا بعد أن تنتج رؤى هلوسة. بعد أن يتسبب ماكسيموف أيضًا في قيام الهيكل بتدمير المدينة قبل أن يتم إخضاعه على يد ستارك، يلجأ روجرز والمنتقمون المهزومون الآخرون إلى منزل بارتون الآمن حتى يتمكنوا من التعافي. بينما كانوا هناك، تم تشجيعهم من قبل فيوري لتجميع وإيقاف ألترون.
في سيول ، يحاول روجرز ورومانوف وبارتون منع ألترون من تحميل شبكته إلى جسم فيبرانيوم صناعي مدعوم بحجر العقل . يقاتل روجرز ألترون في محاولة لمنعه من إكمال التحميل. يتم مساعدته من قبل التوأم ماكسيموف الذين ينحازون إلى المنتقمون بعد معرفة أن ألترون يخطط لإبادة البشرية. يستعيدون الجسم الاصطناعي، لكن يتم القبض على رومانوف. في برج المنتقمون، يقع نزاع بين المنتقمون حول الجسم الاصطناعي الذي يتم تنشيطه ويصبح فيجن . ثم يعود روجرز والمنتقمون إلى سوكوفيا، حيث يخوضون معركة ضد ألترون ويتمكنون من هزيمته، ولكن على حساب حياة بييترو والتدمير الكامل للمدينة. في مجمع المنتقمون الجديد في شمال ولاية نيويورك ، يبدأ روجرز ورومانوف تدريب أعضاء الفريق الجدد: واندا، وجيمس رودس ، وفيجن، وويلسون.

### اتفاقيات سوكوفيا
في عام 2016، تمكن روجرز وماكسيموف ورومانوف وويلسون من منع روملو، الذي يعمل الآن كمرتزق، من سرقة سلاح بيولوجي من أحد المختبرات في لاغوس . يحاول روملو قتل روجرز بقنبلة انتحارية ، لكن ماكسيموف ينقذه. ومع ذلك، فإنها تقتل عن طريق الخطأ العديد من العاملين في المجال الإنساني في واكاندا في هذه العملية. يؤدي هذا إلى إبلاغ وزير الخارجية الأمريكي ثاديوس روس للمنتقمين بأن الأمم المتحدة تستعد لإقرار اتفاقيات سوكوفيا ، والتي ستؤدي إلى إنشاء لجنة تابعة للأمم المتحدة للإشراف على الفريق والسيطرة عليه. ينقسم المنتقمون: يؤيد ستارك الإشراف بسبب دوره في إنشاء أولترون وتدمير سوكوفيا، في حين يتردد روجرز في منح الحكومة هذا النوع من السيطرة على الفريق.
يسعى هيلموت زيمو إلى تدمير المنتقمون انتقامًا لموت عائلته في سوكوفيا، فيتعقب ويقتل معالج بارنز القديم للهيدرا، ويسرق كتابًا يحتوي على الكلمات المحفزة التي تنشط غسيل دماغ جندي الشتاء الخاص ببارنز. يتم توريط بارنز في تفجير فيينا الذي أدى إلى مقتل الملك تي تشاكا من واكاندا، ويتعهد ابن تي تشاكا تي شالا ، النمر الأسود ، بالانتقام. يتعقب روجرز وويلسون بارنز إلى بوخارست ويحاولان حمايته من تي شالا والسلطات، لكن يتم القبض عليهما. يقوم زيمو بتقليد طبيب نفسي تم إرساله لمقابلة بارنز، فيرسله في حالة من الهياج لتغطية هروبه. يوقف روجرز بارنز ويخفيه. عندما يستعيد بارنز وعيه، يشرح أن زيمو هو مفجر فيينا الحقيقي وأراد معرفة موقع قاعدة هيدرا السيبيرية، حيث يتم الاحتفاظ بـ"جنود الشتاء" المغسولة أدمغتهم في حالة تجمد تام.
يصبح روجرز وويلسون خارجين عن القانون؛ ويقومون بتجنيد بارتون، وسكوت لانغ ، وماكسيموف لقضيتهم. يقوم ستارك بتجميع فريق مكون من رومانوف، ورودس، وفيجن، وتي شالا، وبيتر باركر للقبض على المنتقمون المارقون. يتقاتلون في مطار لايبزيغ هاله في ألمانيا، حتى تساعد رومانوف روجرز وبارنز على الهروب. يتوصل ستارك إلى هدنة مع روجرز وبارنز بعد اكتشاف أمر زيمو، لكن زيمو يكشف عن لقطات لسيارة اعترضها بارنز في عام 1991 والتي كانت تحتوي على والدي ستارك، اللذين قتلهما بارنز لاحقًا. غاضبًا من إخفاء روجرز لهذا الأمر عنه، انقلب ستارك عليهم. بعد قتال عنيف، قام روجرز بتعطيل درع الرجل الحديدي الخاص بستارك وغادر مع بارنز، تاركًا درعه خلفه. يقوم روجرز بإخراج فريقه من الطوافة ، ويتوجه إلى واكاندا مع بارنز، حيث يختار بارنز العودة إلى النوم بالتبريد حتى يتم العثور على علاج لغسيل دماغه. مطلوبون من قبل الأمم المتحدة لخرقهم اتفاقيات سوكوفيا، يختبئ روجرز، وماكسيموف، ورومانوف، وويلسون، بينما يعقد بارتون ولانغ صفقة مع الحكومة للإقامة الجبرية حتى يتمكنوا من التواجد مع عائلاتهم.

### حرب اللانهاية
في عام 2018، أنقذ روجرز ورومانوف وويلسون ماكسيموف وفيجن في إسكتلندا من كورفوس غلايف وبروكسيما ميدنايت ، اثنان من أطفال ثانوس . يعودون إلى مجمع المنتقمون، ويجتمعون مع بانر ورودس. يرفض رودس أمر وزير الخارجية روس باعتقال روجرز، ورومانوف، وويلسون، وماكسيموف؛ ويبلغ روجرز روس أنهم ينوون الدفاع عن الأرض ضد التهديد القادم، مع أو بدون إذن من اتفاقيات سوكوفيا. يسافر روجرز وفريقه إلى واكاندا ليطلبوا من شوري إزالة حجر العقل من فيجن دون تدميره في هذه العملية. يأمر روجرز ماكسيموف بتدمير الحجر بمجرد إزالته من رأسه. بينما يغزو أطفال ثانوس والفرسان ساحة المعركة، يقوم روجرز، وبارنز، ورومانوف، وويلسون، ورودس، وبانر، وتيشالا، وجيوش واكاندا بشن دفاع ويحصلون على الدعم عندما يصل ثور، وروكيت راكون ، وجروت . يحاول روجرز حشد المنتقمون ضد ثانوس الذي ينجح في تدمير فيجن، ويحصل على حجر العقل، ويكمل قفاز اللانهاية. نجا روجرز من الحادث ، لكنه أصبح مهزومًا.
عند العودة إلى المجمع، يقوم روجرز ورومانوف بتقييم الخسائر في جميع أنحاء العالم ويكتشفان أن ثانوس دمر نصف الكائنات الحية. تم استقبالهم من قبل كارول دانفرز ، التي وصلت للرد على جهاز الاتصال الخاص بفيوري. وبعد مرور بعض الوقت، حلق روجرز لحيته، قبل أن يسمع صوت وصول البنتار. يذهب هو ورومانوف ورودس وبانر وروكيت وبيبر بوتس إلى الخارج ويشاهدون دانفرز وهو يحضر ستارك ونيبولا إلى المجمع. بعد وضع خطة، يقود روجرز روكيت، ودانفرز، وثور، ورومانوف، ورودس، وبانر، ونيبولا إلى الفضاء على بيناتار لمطاردة ثانوس في كوكب حديقته. يواجهون ثانوس ويخضعونه ويصابون بالرعب عندما يعلمون أنه دمر الأحجار لمنع مهمته من التراجع عنها إلى الأبد. يشاهد روجرز المهزوم ثور الغاضب وهو يقطع رأس ثانوس.

### الانتقام للساقطين
في عام 2023، يقود روجرز مجموعة دعم للناجين الحزانى في مدينة نيويورك، أثناء إقامته في مجمع المنتقمون. في أحد الأيام، يشعر روجرز ورومانوف بالصدمة عندما يصل لانج إلى المجمع ويشرح أنه محاصر في عالم الكم ويقترح استخدامه كشكل من أشكال السفر عبر الزمن . يزور روجرز ورومانوف ولانج ستارك في مقصورته بجانب البحيرة لكنه يرفض المساعدة. يلتقون ببانر في مطعم ويوافق، ومع ذلك، فإن محاولاتهم الأولية للسفر عبر الزمن باءت بالفشل. يعود ستارك إلى المجمع، ويكشف أنه اكتشف مفتاح السفر عبر الزمن الناجح، ويختتم هو وروجرز عداوتهما التي استمرت قرابة عقد من الزمان، ويستعيدان ثقتهما ببعضهما البعض مع إعادة ستارك لدرع روجرز. بعد عودة بارتون، وثور، ورودس، وروكيت، ونيبيولا إلى المجمع، يضع الفريق خطة ويتعاون روجرز مع ستارك، وبانر، ولانج للسفر إلى عام 2012 بديل لاستعادة الأحجار الثلاثة الموجودة في مدينة نيويورك أثناء غزو لوكي.
نجحوا في الحصول على حجر الزمن وحجر العقل، حيث اضطر روجرز إلى محاربة نسخته البديلة من نفسه في عام 2012 لتسهيل ذلك. ومع ذلك، بعد فشل خطة حجر الفضاء، أصبح من الضروري القيام برحلة إلى عام 1970 حتى يتمكن ستارك من استعادته من قاعدة شيلد في نيوجيرسي، بينما يجد روجرز جزيئات بيم في نفس القاعدة لرحلة العودة. أثناء وجوده في قاعدة شيلد، يرى روجرز نسخة عام 1970 من بيغي كارتر من خلال النافذة. يعود المنتقمون، باستثناء رومانوف التي ضحت بنفسها من أجل المهمة، ويقيم المنتقمون الأصليون حدادًا صامتًا عليها. بعد أن قام روكيت وستارك وبانر بإنشاء قفاز، قام بانر بعكس حركة الومضة. ومع ذلك، يظهر ثانوس بديل من خطه الزمني لعام 2014 من عالم الكم ويهاجم المركب.
يقاتل روجرز وستارك وثور ضد ثانوس، وخلال القتال يثبت روجرز أنه قادر على استخدام مطرقة ثور ميولنير . يثبت ثانوس أنه قوي للغاية ويقف روجرز، المصاب بالكدمات والضربات مع درعه الممزق، وحيدًا لمواجهة ثانوس وجيشه بالكامل. ومع ذلك، يصل المنتقمون المستعادون، حراس المجرة ، جيش واكاندا، سادة الفنون الصوفية ، المدمرون ، والآسغارديون ويجمعهم روجرز جميعًا في معركة نهائية ضد ثانوس. أثناء المعركة، يشهد روجرز عودة دانفرز. مع عدم وجود خيارات أخرى للفوز، يسرق ستارك أحجار اللانهاية من ثانوس وينقر أصابعه. يتفكك ثانوس وجيشه، ويموت ستارك بينما ينظر روجرز في حزن.
بعد حضور جنازة ستارك، يجتمع روجرز مع بارنز، وويلسون، وبانر قبل إعادة أحجار اللانهاية وميولنير إلى خطوطهم الزمنية المناسبة. ومع ذلك، قرر روجرز أيضًا زيارة عام 1949 بديلًا للقاء كارتر،  حيث تزوجها وعاش حياة كاملة معها. وعند عودته إلى بارنز وويلسون وبانر، يظهر كرجل مسن وصل أخيرًا إلى السلام، ويسلم درعه وعباءته إلى ويلسون.

### إرث
في ربيع عام 2024، يواجه ويلسون صعوبة في فكرة تولي لقب روجرز ككابتن أمريكا وبدلاً من ذلك يعطي الدرع للحكومة الأمريكية حتى يمكن عرضه في معرض متحف سميثسونيان المخصص لروجرز. يذكر خواكين توريس لويلسون أن المناقشات حول مكان تواجد روجرز أصبحت نظرية مؤامرة على الإنترنت، ومن بين النظريات الشائعة أنه مختبئ في قاعدة قمرية سرية. الحكومة تسمي جون ووكر كابتن أمريكا الجديد وتمنحه الدرع.
يواجه بارنز ويلسون، الذي يكشف له أنه لم يشعر بالارتياح لكونه خليفة روجرز. يشير ووكر إلى رغبته في ملء مكان روجرز لكنه يدخل في صراع مع ويلسون وبارنز، الذين يرفضون العمل معه والمجلس العالمي لإعادة التوطين (GRC) في تعقب محطمو الأعلام، وهي مجموعة من الجنود الخارقين الإرهابيين. يقدم بارنز ويلسون إلى إيزايا برادلي، وهو خليفة أمريكي من أصل أفريقي لروجرز والذي دخل في صراع معه أثناء الحرب الكورية . تم إبقاء برادلي سرًا (حتى عن روجرز)، وسُجن لمدة ثلاثين عامًا، وأُجريت عليه تجارب من قبل الحكومة وهيدرا. يعلم ويلسون وبارنز أن دم برادلي اُستُخدم لإنشاء نوع جديد من مصل الجندي الخارق للوسيط القوي ولكن تم سرقته واستخدامه من قبل محطمي العلم. يقوم هيلموت زيمو بتدمير كل القوارير المتبقية من المصل باستثناء واحدة، والتي يتم استردادها سراً من قبل ووكر، والذي يستخدمها ويكتسب قدرات الجندي الخارق. يقوم ووكر بقتل محطم العلم باستخدام الدرع بينما يراقبه حشد من الناس مذعورين ويسجلونه. ويلسون وبارنز يأخذان الدرع بالقوة من ووكر، الذي تم تجريده من لقب كابتن أمريكا من قبل الحكومة. وفي نهاية المطاف، تولى ويلسون زمام الأمور كما أراد روجرز. بمساعدة بارنز ووكر وشارون كارتر، هزم ويلسون جماعة محطمو الأعلام، وأقنع ويلسون GRC بإنهاء ممارسات إعادة التوطين القسرية. قام ويلسون لاحقًا بإضافة نصب تذكاري مخصص لإيزايا برادلي إلى معرض متحف كابتن أمريكا.
قام طلاب مدرسة ميدتاون للعلوم والتكنولوجيا بإنشاء مقطع فيديو تكريميًا، بمشاركة روجرز.
في نفس العام، تم تعديل تمثال الحرية وخضع للبناء لاستبدال الشعلة بدرع كابتن أمريكا.
بالإضافة إلى ذلك، تم إنشاء إنتاج مسرح برودواي بعنوان روجرز: المسرحية الموسيقية تكريمًا لروجرز.  بينما كان بارتون في مدينة نيويورك، حضر المسرحية الموسيقية مع عائلته وكان غير راضٍ عن التصوير الموسيقي المتفائل لمعركة نيويورك.
تظهر لوحة تذكارية تخلد ذكرى التجمع الأول للمنتقمون في محطة غراند سنترال، وباعتباره الزعيم، يظهر اسم روجرز في أعلى النصب التذكاري.  في عام 2025، يظهر تمثال روجرز عند مدخل أفنجركون في معسكر ليهاي الذي أعيد بناؤه.

## نسخ بديلة
يتم تصوير نسخ أخرى من روجرز في الحقائق البديلة ضمن الكون المتعدد لعالم مارفل السينمائي.

### نسخة 2012
في نسخة بديلة لعام 2012، وبعد أن قاد روجرز المنتقمين إلى النصر على لوكي، يستعد لتنسيق عمليات البحث والإنقاذ للمدنيين عندما يصادف نسخة 2023 من روجرز، القادم عبر الزمن، في برج ستارك. يظن روجرز 2012، بعد سماعه أن لوكي هرب من الحجز، أن روجرز 2023 هو لوكي متنكرًا بالسحر، فيهجم عليه. بعد مواجهة قصيرة، يتمكن روجرز 2012 من أن يخنق روجرز 2023، لكن يتم خداعه لإطلاق سراحه عندما يذكر روجرز 2023، مستخدمًا معرفته بأحداث المستقبل، أن بارنز لا يزال حيًا. ثم يستخدم روجرز 2023 صولجان لوكي لتنويم روجرز 2012.

### ماذا لو...؟(2021–2024)
تظهر عدة نسخ بديلة من روجرز في السلسلة المتحركة ماذا لو...؟، والتي يقوم جوش كيتون بأداء صوته فيها.
في عام 1943 بديل، يُطلق النار على روجرز من قبل عميل هيدرا قبل أن يتلقى مصل الجندي الخارق. وبدلًا منه، تتلقى بيغي كارتر المصل، وتتحول إلى الكابتن كارتر. بعد أن تستعيد كارتر المكعب الكوني من هيدرا، يستخدم هوارد ستارك المكعب لبناء بدلة آلية ضخمة لروجرز. يُطلق عليه لاحقًا الاسم الرمزي هيدرا ستومبر. يتقارب هو وكارتر، ويشجعها على إثبات خطأ منتقديها. ينضم روجرز إلى كارتر وفرقة الصراخ في مهمة لاغتيال الجمجمة الحمراء. يفاجأ روجرز في قطار مليء بالمتفجرات، والتي تنفجر وتسبب تيهور يُفترض بعدها أنه مات. في مهمة أخيرة لإيقاف هيدرا في منشأة أبحاثهم، يجد الفريق روجرز محتجزًا وبدلة هيدرا ستومبر. يستخدمون مولدًا لإعادة تشغيل البدلة، ويعود روجرز للقتال. يفتح الجمجمة الحمراء بوابة إلى بعد آخر باستخدام المكعب، وتخرج منها مخلوقات ذات مجسات تقتله. تقاتل كارتر وروجرز المخلوق معًا، لكن تنفد طاقة بدلة روجرز، فتقرر كارتر دفع الوحش إلى داخل البوابة بنفسها. في عام 2014، تجد كارتر ورومانوف درع هيدرا ستومبر على متن نجمة ليموريا، وتكشف رومانوف أن هناك شخصًا بداخله. يتبين أنه روجرز، أكبر قليلًا في السن، وقد تم أسره عام 1953 من قبل الغرفة الحمراء أثناء تدمير هيدرا وغُسلت دماغه ليصبح قاتلًا وأخطر إرهابي في العالم. يهاجم روجرز المرأتين، ويحاول لاحقًا اغتيال بارنز، الذي أصبح وزير الخارجية، لكنه يُقبض عليه بواسطة كارتر ورومانوف. تأخذه المرأتان إلى مخبأ سري في اسكتلندا حيث تكتشفان أن التقنية الحيوية في البدلة منعت روجرز من التقدم في السن، لكنها أيضًا الشيء الوحيد الذي يبقيه حيًا. بعد أن يستيقظ ويبدو أنه تحرر من غسيل الدماغ، يقودهما إلى موقع اختبار مهجور في سوكوفيا كان يستخدمه الغرفة الحمراء، ويتذكر مع كارتر كيف تغير المستقبل، معترفًا أنه لم يرغب في حياة طبيعية أو أسرة إلا إن كانت معها. لكن لمّ شملهما يُقاطع بهجوم من الغرفة الحمراء. تعيد ميلينا فوستوكوف تفعيل برمجة روجرز، وتكشف أن مهمته الحقيقية كانت دائمًا القبض على كارتر. خلال المعركة، تتمكن كارتر من كسر برمجته، ويبدو أن روجرز يضحي بنفسه لتدمير الغرفة الحمراء ويأخذ فوستوكوف معه. ومع ذلك، لا تقتنع كارتر بأنه مات وتنوي إنقاذه.
في نسخة بديلة لعام 2011، يُقتل معظم المرشحين الأصليين لمبادرة أفنجرز من قبل هانك بيم الغاضب بصفته السترة الصفراء. ينجو روجرز فقط لأنه لا يزال متجمدًا في الجليد. بعد هزيمة بيم وإخضاع لوكي للأرض، يعثر فيوري على روجرز ويستعد لإطلاق سراحه. لاحقًا، ينضم روجرز إلى فيوري، كارول دانفرز وشيلد لمحاربة لوكي وجيشه الأسغاردي. يستعين المراقب برومانوف من كون آخر لتخضع لوكي باستخدام صولجانه.
في نسخة بديلة لعام 2018، يقود روجرز المنتقمين إلى سان فرانسيسكو للرد على انتشار فيروس كمومي، لكنهم يصابون عند وصولهم ويتحولون إلى زومبي. عندما يحاول الناجون الهرب من نيويورك بالقطار، يصيب روجرز الزومبي شارون كارتر قبل أن يقاتله بارنز ويشطره إلى نصفين بدرعه.
في نسخة بديلة لعام 2015، يُقتل روجرز مع ثور وبانر وستارك بواسطة ألترون الذي نجح في تحميل وعيه إلى جسد فيبرانيوم جديد، وأصبح قويًا بما يكفي لإبادة الحياة على الأرض.
في كون آخر، يظهر مقطع مصور لتنصيب روجرز رئيسًا للولايات المتحدة في تايمز سكوير خلال قتال ألترون مع المراقب.
في نسخة بديلة لعام 2014، يرتدي روجرز زي قزم عيد الميلاد في مركز تسوق بينما يرتدي ستارك زي سانتا كلوز. يلفت روجرز أنظار العديد من النساء قبل أن يغادر مع ستارك للانضمام إلى رومانوف، بارتون وبانر. يصلون إلى برج الأفنجرز ويهاجمون فريك، قبل أن تخبرهم دارسي لويس بأنه كان هوغن. يكتشفون أن جاستن هامر هو من هاجم البرج. بعد أن ينقذه فريك من السقوط ويقبض عليه، يقيمون حفلتهم السنوية لعيد الميلاد.
في نسخة بديلة لعام 2018، يقاتل روجرز ثانوس في معركة واكاندا. وأثناء القتال، يضرب روجرز حجر الزمن في قفاز اللانهاية بدرعه، مما يتسبب في اضطراب زمني وينقله إلى عام 1602 ويؤدي إلى دمج عامي 1602 و2018، مهددًا بتدمير الكون. يُعرف روجرز لاحقًا باسم "روجرز هود" (تحية إلى روبن هود)، ويقود مجموعة من اللصوص (مشابهين لرجال مرحون) تضم بارنز ولانغ. في أحد الأيام، يوقفون عربة تقل لوكي لمحاولة سرقة طعامهم، لكن تقاطعهم كابتن كارتر. يُذهل روجرز لأنه يعتقد أن كارتر خاصته، المعروفة باسم الخادمة مارغريت (مشابهة لـالخادمة ماريان)، قد ماتت، لكنه يشعر بالحماس لرؤيتها. يذهب الجميع إلى حانة، حيث يسألها عن روجرز في كونها. يهاجم الدبابير الصفراء الملكية بقيادة السير هارولد "هابي" هوغن للقبض على كارتر، ويساعدهم روجرز في صدهم قبل المغادرة. لاحقًا، ينضم إلى كارتر، ستارك، وبانر لوضع خطة لأخذ صولجان ثور. في المحكمة، يساعد روجرز بارنز في قتال الجمجمة الحمراء، قبل أن يشتبك هوغن، بصفته فريك، مع روجرز. بعد أن تضع كارتر حجر الزمن في جهاز ستارك، يُحدد روجرز كشخص زمني المنشأ الذي يتسبب في الانهيار، فترسله كارتر إلى وقته عبر حجر الزمن، مما يعيد كل شيء إلى طبيعته.
في كون بديل، يُقتل روجرز مع بارتون، رومانوف، ستارك، وثور أثناء القتال في أول حرب غاما ضد أبيكس هولك ومخلوقات غاما.

## ظهور في الأفلام

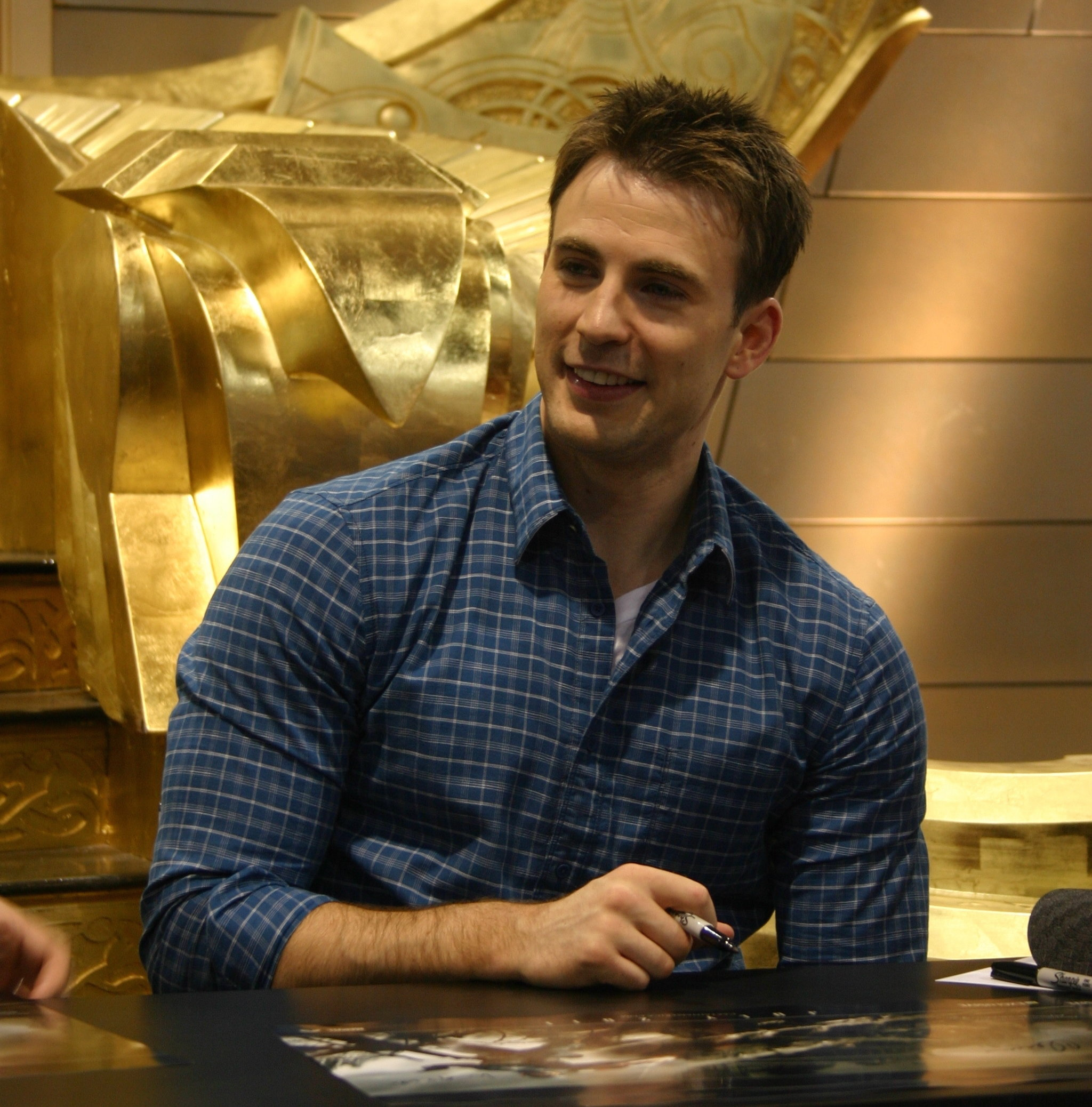
كريس إيفانز يروّج لفيلم كابتن أمريكا: المنتقم الأول في سان دييغو كومك كون عام 2010

يقوم كريس إيفانز بأداء شخصية ستيف روجرز في أفلام عالم مارفل السينمائي، وهي: كابتن أمريكا: المنتقم الأول (2011)، المنتقمون (2012)، كابتن أمريكا: جندي الشتاء (2014)، المنتقمون: عصر ألترون (2015)، كابتن أمريكا: الحرب الأهلية (2016)، سبايدرمان: العودة للوطن (2017)، المنتقمون: الحرب اللانهائية (2018)، والمنتقمون: نهاية اللعبة (2019). بالإضافة إلى ذلك، يظهر إيفانز بظهور شرفي غير معتمد كشخصية روجرز في الرجل النملة (2015) وكابتن مارفل (2019)، وكذلك في مشهد حيث يقوم لوكي بتقليده في ثور: العالم المظلم (2013).
أكد إيفانز أنه يعتزم الاعتزال من الدور بعد فيلم Avengers الرابع، مما أثار تكهنات حول احتمال موت الشخصية خلال أحداث الفيلم الأخير؛ في نهاية المنتقمون: نهاية اللعبة، يستخدم روجرز وسيلة للسفر عبر الزمن للعودة والعيش حياة كاملة مع بيغي كارتر، ويظهر بشكله المسن لاحقًا في الحاضر لتسليم درعه إلى سام ويلسون. أدى الممثل المسرحي لياندر ديني دور البديل الجسدي لروجزر قبل تحوّله في بعض مشاهد الفيلم الأول، بينما أدى باتريك غورمان دور البديل الجسدي لروجزر المسن. في يناير 2021، أفادت التقارير أن إيفانز كان قريبًا من توقيع اتفاقية للعودة لتجسيد الدور في مشروع واحد على الأقل في عالم مارفل السينمائي. وكان من المتوقع أن تكون مشاركته شبيهة بكيفية ظهور روبرت داوني جونيور في أدوار داعمة كبيرة في سلاسل أفلام أخرى مثل الحرب الأهلية والعودة للوطن بعد انتهاء سلسلة أفلام آيرون مان بـآيرون مان 3 (2013). بعد انتشار هذه التقارير، غرّد إيفانز قائلاً إن ذلك كان "خبرًا جديدًا بالنسبة له".

### الإشارات في أفلام أخرى
في فيلم آيرون مان (2008)، يظهر نموذج مقلد من درع كابتن أمريكا في ورشة توني ستارك عندما يقوم جارفيس. بإزالة درعه وتلاحظه بيبر بوتس.
في فيلم هولك الخارق (2008)، يذكر الجنرال روس لـإميل بلونسكي أن هناك برنامجًا في الحرب العالمية الثانية يركّز على إنتاج مصل الجندي الخارق، والذي كان روس يحاول إحياؤه باستخدام الإشعاع الغاما. وقد تم استخدام بروس بانر دون علمه في هذا المشروع، وأدى تعرضه المكثف للإشعاع مع مفعول المصل إلى تحوله إلى الهولك والحادثة الأولى في جامعة كولفر. يُعرض مصل الجندي الخارق، ويُذكر اسم الدكتور راينشتاين —وهو اسم مستعار لـالدكتور إرسكين في القصص المصورة— كمخترعه. في المشهد المحذوف من الفيلم، يذهب بروس بانر إلى القطب الشمالي لمحاولة الانتحار لكنه يتحول إلى هولك ويدمر جبلًا جليديًا، حيث يظهر شكل بشري مدفون ودرع، يُفترض أنهما لروجرز ودرعه. تم حذف هذا المشهد بناءً على طلب استوديوهات مارفل لأنهم لم يقرروا بعد كيفية إدخال الشخصية في عالمهم السينمائي المشترك.
في فيلم آيرون مان 2 (2010)، يعثر العميل فيل كولسون من شيلد على نموذج مقلد غير مكتمل من درع كابتن أمريكا داخل صندوق. وعندما يسأل توني ستارك عما إذا كان يعرف ما هو، يجيبه بأنه "تمامًا ما يحتاج إليه" ويستخدم الدرع لتسوية مستوى المسرّع الجزيئي.
في سبايدرمان: العودة للوطن (2017)، يذكر هابي هوغان "نموذجًا أوليًا لدرع كابتن الجديد" من صنع مؤسسة ستارك. يُعرض كابتن أمريكا بزيه من فيلم Avengers في سلسلة من فيديوهات التوعية لطلاب مدرسة Midtown School of Science and Technology، حول مواضيع مثل اللياقة، الاحتجاز، والبلوغ، وتنتهي بمشهد ساخر في ما بعد الاعتمادات يظهر فيه روجرز يتحدث عن أن الصبر لا يُكافأ دائمًا.
في الرجل النملة والدبورة (2018)، يُذكر روجرز من قبل العميل الفيدرالي Jimmy Woo ومن قبل سكوت لانغ.
في سبايدرمان: بعيدا عن الوطن (2019)، يظهر روجرز، الذي لا يُعرف مكانه في الجدول الزمني الرئيسي سوى لسام ويلسون وباكي بارنز، في عرض تذكاري بجانب ستارك، رومانوف، وفيجن كأبطال فقدوا حياتهم بسبب حرب إنفينيتي. ويذكره هوغان أيضًا.
في Black Widow (2021)، الذي تجري أحداثه خلال Civil War، يُذكر روجرز من قبل روس.
في Eternals (2021)، تسأل سبرايت رفاقها من الإتيرنالز من يعتقدون أنه سيقود الأفنجرز الآن بعد أن ذهب روجرز وستارك، ليجيب إيكاريس بأنه يستطيع فعل ذلك.
في الرجل النملة والدبورة: كوانتمانيا (2023)، يُذكر روجرز في كتاب صوتي يرويه سكوت لانغ، ومن قبل Cassie Lang التي تخلط بينه وبين سكوت على أنه خاض معركة ضده.
في ديدبول وولفيرين (2024)، تُعرض لوايد ويلسون ‏ لقطات أرشيفية لروجرز في معارك مختلفة من قبل سلطة الاختلاف الزمني. لاحقًا، يلتقي بمن يظنه روجرز، متوقعًا سماع صرخته الشهيرة "Avengers, assemble!"، لكنه يكتشف أنه في الواقع جوني ستورم. بالإضافة إلى ذلك، يظهر الدرع المقلد من Iron Man وIron Man 2 في مكتب هوغان.

### وسائط أخرى

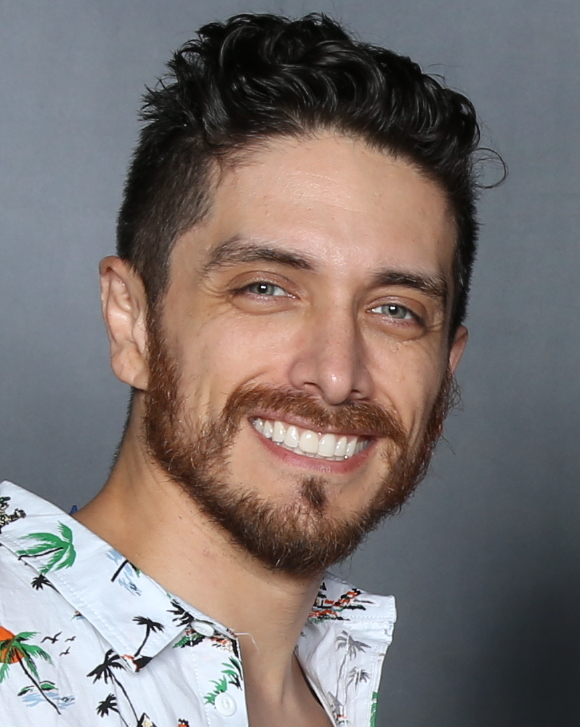
Josh Keaton يؤدي صوت ستيف روجرز / هايدرا ستومبر في What If...?

يظهر فيلم Marvel One-Shot القصير لعام 2013 Agent Carter مغامرات بيغي كارتر ‏ بعد سنة من أحداث Captain America: The First Avenger، ويتضمن مشهد فلاش باك لاتصالها الأخير مع ستيف روجرز. وقد أُعيد عرض هذا المشهد في الحلقة الأولى من مسلسل Agent Carter.
في الفالكون وجندي الشتاء، يُسمع خطاب روجرز لويلسون في نهاية المنتقمون: نهاية اللعبة في الحلقة الأولى، "النظام العالمي الجديد". وفي هذه الحلقة أيضًا، يعاني ويلسون من القبول بدور كابتن أمريكا، معتقدًا أنه غير جدير به. في Smithsonian في واشنطن العاصمة، يظهر متحف مخصص لروجرز ويُقدّم لهم ويلسون الدرع الشهير للعرض. ومع ذلك، تعلن الحكومة الأمريكية جون ووكر كابتن أمريكا الجديد ويُسلَّم الدرع.
في Loki، تُعرض لقطات أرشيفية لروجرز في الحلقة "الغاية المجيدة ‏". في حلقة "رحلة إلى الغموض ‏"، يزعم Boastful Loki أنه هزم كابتن أمريكا وبقية الأفنجرز في خطه الزمني. في ختام الموسم "For All Time. Always."، تُسمع تسجيلات صوتية أرشيفية لروجرز من عدة أفلام ضمن عالم مارفل السينمائي أثناء الشعارات الافتتاحية. *في شي هولك: المحامية، يُذكر روجرز كثيرًا من قبل جينيفر والترز، التي تعجب به وتسأل بانر أسئلة شخصية عنه في حلقة "A Normal Amount of Rage". ويُكشف أن صورة روجرز هي خلفية هاتف والترز في حلقة "Superhuman Law". وتظهر صور إضافية لروجرز على هاتف والترز، بالإضافة إلى ملصق لمسرحية "Rogers: The Musical" في حلقة "Ribbit and Rip It". *في The Guardians of the Galaxy Holiday Special، يظهر متنكر في زي روجرز في مسرح TCL الصيني. وتخطئ مانتيس وتعتقد أنه روجرز الحقيقي.